# Francesco Moriconi
Francesco Moriconi (Roma, 22 dicembre 1968) è un fumettista e saggista italiano specializzato nel fumetto.

## Biografia
Docente di storia del fumetto presso la Scuola Internazionale di Comics di Roma, esordisce come scrittore di fumetti nel 1991 sulla rivista Tiramolla della casa editrice Vallardi.
Negli anni Novanta scrive storie autoconclusive e crea serie per numerose testate quali Avvenimenti, il Corrierino, Crimen, La Rivista del Giallo, Cartoonlandia, Graffiti Fumetti Italiani, Playmen Comics, Demon Story, Blah Blah Blah, Alta pressione e Dagon.
Nel maggio del 1995 idea e coordina Utopia Comics Magazine, il primo magazine italiano online dedicato al fumetto.
Dopo aver lavorato diversi anni per il web, nel 2011 torna a tempo pieno a occuparsi di fumetti pubblicando Lost in Symmetry. Diario di un naufrago nel mondo di Watchmen, monumentale guida alla lettura del graphic novel di Alan Moore e Dave Gibbons pubblicata dall’associazione culturale Generazione Pod.
Nel 2015 cura per la 001 Edizioni il volume di Roberto Dal Prà e Rodolfo Torti Jan Karta: tutte le indagini (1925-1937). 
Nel 2016 è autore di Leggere Watchmen, riedizione ampliata di Lost in Symmetry.
Dopo aver condotto per anni seminari sulle tecniche per lo sviluppo del pensiero creativo presso la Scuola Internazionale di Comics, nel 2016 lancia Creativity, la prima agenda dedicata alla creatività.
Nel corso del 2017, sulle pagine di Lanciostory, storico settimanale a fumetti dell’Editoriale Aurea, esce a puntate la prima parte di A casa prima del buio, graphic novel ambientato nella Germania nazista scritto da Moriconi per i disegni di Emiliano Albano. Nello stesso anno la storia viene raccolta in un volume autonomo presentato nel corso della manifestazione Lucca Comics & Games. La seconda parte di A casa prima del buio è stata pubblicata su Lanciostory a partire dal 29 luglio 2019. Sempre su Lanciostory, nel corso del 2019, è uscita la prima parte del graphic novel Uncanny Valley, scritto da Moriconi e disegnato da Giampiero Wallnofer.